# Liste des opérateurs de l'Airbus A300
 (mai 2022).
 (février 2018).
Si vous disposez d'ouvrages ou d'articles de référence ou si vous connaissez des sites web de qualité traitant du thème abordé ici, merci de compléter l'article en donnant les références utiles à sa vérifiabilité et en les liant à la section « Notes et références ».
Cet article récapitule les commandes et livraisons, des compagnies exploitant l'Airbus A300 au 11 décembre 2016.
| Pays                   | Compagnie Aérienne                   | Commandes | Livraisons | Encore en exploitation                                              |
| ---------------------- | ------------------------------------ | --------- | ---------- | ------------------------------------------------------------------- |
| Europe                 | Airbus ACJ                           | 3         | 3          |                                                                     |
| Turquie                | ACT Airlines                         |           |            |                                                                     |
| Mongolie               | Aero Mongolie                        |           |            |                                                                     |
| Mexique                | Aerounion                            |           |            | 4                                                                   |
| Côte d'Ivoire          | Air Afrique                          | 3         | 3          |                                                                     |
| Islande                | Air Atlanta Icelandic                |           |            |                                                                     |
| Irlande                | ASL Airlines Ireland                 |           |            |                                                                     |
| France                 | Air France                           | 23        | 23         |                                                                     |
| Hong Kong              | Air Hong Kong                        | 10        | 10         | 10                                                                  |
| Inde                   | Air India                            | 3         | 3          |                                                                     |
| Inde                   | Air India Limited                    | 10        | 10         |                                                                     |
| France                 | Air Inter                            | 8         | 8          |                                                                     |
| Maldives               | Air Maldives                         | 2         | 2          |                                                                     |
| Italie                 | Alitalia                             | 8         | 8          |                                                                     |
| États-Unis             | American Airlines                    | 35        | 35         |                                                                     |
| Grèce                  | Apollo Airlines                      |           |            |                                                                     |
| Irlande                | ASL Airlines Ireland                 | 4         |            |                                                                     |
| Australie              | Australian Airlines                  | 5         | 5          |                                                                     |
| Irlande                | AWAS                                 | 8         | 8          |                                                                     |
| Guinée équatoriale     | CEIBA                                |           |            |                                                                     |
| Taïwan                 | China Airlines                       | 15        | 15         |                                                                     |
| Chine                  | China Cargo Airlines                 |           |            |                                                                     |
| Chine                  | China Eastern Airlines               | 7         | 7          |                                                                     |
| Chine                  | China Eastern Xibei Airlines         | 3         | 3          |                                                                     |
| Chine                  | China Northern Airlines              | 6         | 6          |                                                                     |
| Belgique               | CityBird                             | 2         | 2          |                                                                     |
| Danemark               | Conair of Scandinavia                | 3         | 3          |                                                                     |
| États-Unis             | Continental Airlines                 | 3         | 3          |                                                                     |
| Brésil                 | Cruzeiro do Sul                      | 2         | 2          |                                                                     |
| États-Unis             | Eastern Air Lines                    | 34        | 34         |                                                                     |
| Égypte                 | EgyptAir (flying for EgyptAir Cargo) | 17        | 17         | 2                                                                   |
| Émirats arabes unis    | Emirates                             | 5         | 5          |                                                                     |
| Allemagne              | European Air Transport Leipzig       | 21        |            |                                                                     |
| États-Unis             | FedEx Express                        | 42        | 42         | 68                                                                  |
| Finlande               | Finnair                              | 2         | 2          |                                                                     |
| Japon                  | Galaxy Airlines                      |           |            |                                                                     |
| Indonésie              | Garuda Indonesia                     | 9         | 9          |                                                                     |
| Géorgie                | Georgian Star                        |           |            |                                                                     |
| Émirats arabes unis    | Global Jet                           |           |            |                                                                     |
| Allemagne              | HapagFly                             | 7         | 7          |                                                                     |
| Espagne                | Iberia                               | 6         | 6          |                                                                     |
| États-Unis             | ILFC                                 | 9         | 9          |                                                                     |
| Iran                   | Iran Air                             | 8         | 8          | 6 + 2 stockés EP-IBS plus ancien Airbus passagers encore en service |
| Irak                   | Iraqi Airways (Government operated)  | 1         |            |                                                                     |
| Japon                  | Japan Air System                     | 32        | 32         |                                                                     |
| Japon                  | Japan Fleet Service                  | 2         | 2          |                                                                     |
| Corée du Sud           | Korean Air                           | 32        | 32         |                                                                     |
| Koweït                 | Kuwait Airways                       | 8         | 8          |                                                                     |
| Royaume-Uni            | Laker Airways                        | 3         | 3          |                                                                     |
| Mexique                | LaTur                                | 2         | 2          |                                                                     |
| Allemagne              | Lufthansa                            | 23        | 23         |                                                                     |
| Iran                   | Mahan Air                            | 16        |            | 13 + 1 hors service                                                 |
| Malaisie               | Malaysia Airlines                    | 4         | 4          |                                                                     |
| Émirats arabes unis    | Maximus Air Cargo                    |           |            |                                                                     |
| Iran                   | Meraj Airlines                       | 2         |            |                                                                     |
| Indonésie              | Merpati                              | 1         | 1          |                                                                     |
| Liban                  | Middle East Airlines                 | 2         | 2          |                                                                     |
| France                 | Midex Airlines                       |           |            |                                                                     |
| Turquie                | MNG Airlines                         | 7         |            |                                                                     |
| Royaume-Uni            | Monarch Airlines                     | 4         | 4          |                                                                     |
| Turquie                | MyCargo Airlines,                    |           |            |                                                                     |
| Grèce                  | Olympic Airlines                     | 10        | 10         |                                                                     |
| Turquie                | Onur Air                             |           |            |                                                                     |
| Pakistan               | Pakistan International Airlines      | 4         | 4          |                                                                     |
| États-Unis             | Pan American World Airways           | 12        | 12         |                                                                     |
| Philippines            | Philippine Airlines                  | 5         | 5          |                                                                     |
| États-Unis             | Polaris Aircraft Leasing             | 5         | 5          |                                                                     |
| Qatar                  | Qatar Airways                        |           |            |                                                                     |
| Émirats arabes unis    | Route Aviation FZC                   | 4         |            |                                                                     |
| Arabie saoudite        | Saudi Arabian Airlines               | 11        | 11         |                                                                     |
| Danemark Norvège Suède | Scandinavian Airlines System         | 4         | 4          |                                                                     |
| Indonésie              | Sempati Air                          | 4         | 4          |                                                                     |
| Ouzbékistan            | Silk Road Cargo Business             | 2         |            |                                                                     |
| États-Unis             | Silver Airways                       | 5         |            |                                                                     |
| Singapour              | Singapore Airlines                   | 8         | 8          |                                                                     |
| Arménie                | Skiva Air                            |           |            |                                                                     |
| États-Unis             | Sky Lease                            |           |            |                                                                     |
| Slovénie               | Solinair                             |           |            |                                                                     |
| Afrique du Sud         | South African Airways                | 7         | 7          |                                                                     |
| Soudan                 | Sudan Airways                        |           |            |                                                                     |
| Thaïlande              | Thai Airways International           | 33        | 33         |                                                                     |
| Venezuela              | Transcarga                           | 3         |            |                                                                     |
| Belgique               | TNT Airways                          |           |            |                                                                     |
| Belgique               | Trans European Airways               | 1         | 1          |                                                                     |
| Liban                  | Trans Mediterranean Airways          | 1         | 1          |                                                                     |
| Égypte                 | Tristar Air                          |           |            |                                                                     |
| Tunisie                | Tunis Air                            | 1         | 1          |                                                                     |
| Afrique du Sud         | Unique Air                           | 2         |            |                                                                     |
| Chine                  | Uni-Top Airlines                     | 7         |            |                                                                     |
| États-Unis             | UPS Airlines                         | 53        | 53         | 52                                                                  |
| Ouzbékistan            | Uzbekistan Airways                   |           |            |                                                                     |
| Brésil                 | Varig                                | 2         | 2          |                                                                     |
| Brésil                 | VASP                                 | 3         | 3          |                                                                     |
|                        | Non communiqué                       | 1         |            |                                                                     |
| Totaux                 | 92                                   | 561       | 561        | 151                                                                 |